# Huset York

Hertigen av Yorks symbol, en vit ros.

Huset York var ett engelskt kungahus som var inblandat i Rosornas krig, ett återkommande inbördeskrig som påverkade England och Wales under 1400-talet. Dess namn är hämtat från att de var ättlingar till Rikard, hertig av York vars symbol var en vit ros. 
Huset Yorks motståndare var Huset Lancaster. Rivaliteten mellan York och Lancaster, i form av grevskapen Yorkshire och Lancashire, har fortsatt in i våra dagar på mer vänskaplig nivå.
I slutet av rosornas krig, efter att Rikard III besegrats och dödats i Slaget vid Bosworth Field 1485, gifte sig Elizabeth av York med segraren Henrik VII och deras ättlingar blev härskarna i Huset Tudor.

## Kungar i Huset York
- Edvard IV av England, regerade 1461–1470 och 1471–1483
- Edvard V av England, regerade 1483 (en av Prinsarna i Towern)
- Rikard III av England, regerade 1483–1485